# Industriestandaard
Een industriestandaard is een reeks normen waaraan een industrieel product moet voldoen. Deze normen kunnen betrekking hebben op onder andere maatvoering en toleranties, veiligheid,   belastbaarheid, voltages en stroomsterkte, syntaxis en semantiek van computertalen, maar zijn in principe vrijwel alomvattend voor industriële producten.
Industriestandaarden worden opgesteld en gehandhaafd door normeringsinstituten zoals ISO, ANSI, DIN en het Nederlandse NEN.
Bekende voorbeelden van industriestandaarden zijn:
- DIN-A4, (of ISO-216), afmetingen van vellen papier.
- ISO-C89/99, definitie van de taal C.
- IEEE-802.3 - beschrijft Ethernet.